# Yasser Arafat
Yasser Arafat (em árabe: ياسر عرفات; Cairo, 24 de agosto de 1929 — Clamart, 11 de novembro de 2004) foi o líder da Autoridade Palestiniana, presidente (de 1969 até 2004) da Organização para a Libertação da Palestina (OLP), líder da Fatah e codetentor do Nobel da Paz.

## Biografia
Arafat nasceu de pais palestinos no Cairo, Egito, onde passou a maior parte de sua juventude e estudou na Universidade do Rei Fuad I. Enquanto estudante, abraçou as ideias árabes nacionalistas e antissionistas. Contrário à criação do Estado de Israel em 1948, lutou ao lado da Irmandade Muçulmana durante a Guerra Árabe-Israelense de 1948. Retornando ao Cairo, ele serviu como presidente da União Geral dos Estudantes Palestinos de 1952 a 1956. Na última parte da década de 1950 ele co-fundou a Fatah, uma organização paramilitar que buscava a remoção de Israel e sua substituição por um estado palestino. O Fatah operou em vários países árabes, de onde lançou ataques contra alvos israelenses. Na última parte da década de 1960, o perfil de Arafat cresceu; em 1967 ingressou na OLP e em 1969 foi eleito presidente do Conselho Nacional Palestino (CNP). A crescente presença do Fatah na Jordânia resultou em confrontos militares com o governo jordaniano do rei Hussein e, no início da década de 1970, mudou-se para o Líbano. Lá, o Fatah ajudou o Movimento Nacional Libanês durante a Guerra Civil Libanesa e continuou seus ataques a Israel, resultando em se tornar um dos principais alvos das invasões de Israel em 1978 e 1982.
De 1983 a 1993, Arafat se estabeleceu na Tunísia e começou a mudar sua abordagem do conflito aberto com os israelenses para a negociação. Em 1988, ele reconheceu o direito de existência de Israel e buscou uma solução de dois estados para o conflito israelense-palestino. Em 1994 ele retornou à Palestina, estabelecendo-se na Cidade de Gaza e promovendo o autogoverno dos territórios palestinos. Ele se envolveu em uma série de negociações com o governo israelense para acabar com o conflito entre ele e a OLP. Estes incluíram a Conferência de Madrid de 1991, os Acordos de Oslo de 1993 e a reunião de Camp David de 2000. Em 1994, Arafat recebeu o Prêmio Nobel da Paz, juntamente com Yitzhak Rabin e Shimon Peres, pelas negociações em Oslo. Na época, o apoio do Fatah entre os palestinos diminuiu com o crescimento do Hamas e de outros rivais militantes. No final de 2004, depois de ser efetivamente confinado em seu complexo de Ramallah por mais de dois anos pelo exército israelense, Arafat entrou em coma e morreu. Embora a causa da morte de Arafat tenha permanecido objeto de especulação, investigações de equipes russas e francesas determinaram que nenhum crime estava envolvido.
Arafat continua a ser uma figura controversa. Os palestinos geralmente o veem como um mártir que simbolizava as aspirações nacionais de seu povo. Os israelenses o consideravam um terrorista. Rivais palestinos, incluindo islâmicos e vários indivíduos de esquerda da OLP, frequentemente o denunciaram como corrupto ou muito submisso em suas concessões ao governo israelense. Contudo, o que prevalece é que é visto como o líder que personificou o sonho de um Estado Palestino.

## Vida

### Origem, casa dos pais e infância
Yasser Arafat nasceu em 24 de agosto de 1929 no Cairo, Egito. Isso é baseado em informações consistentes de vários biógrafos. Arafat, por outro lado, muitas vezes afirmou ter nascido na Palestina, dando declarações contraditórias ao longo do tempo. Às vezes, ele afirmava ter nascido na Cidade Velha de Jerusalém, às vezes na Faixa de Gaza. Seu nome de nascimento era Abdel-Rauf al Qudwa al Husaini. Não se sabe quando ele começou a se chamar de "Yasser Arafat".  Ele era o sexto de sete filhos. Seu pai, Abdel Raouf Arafat al Qudwa al Husseini, nasceu na Faixa de Gaza, e as raízes de sua família estão em Khan Yunis.  Ele trabalhou como comerciante. Antes do nascimento de Arafat, ele se estabeleceu no Cairo e trabalhou no comércio de especiarias e alimentos. A mãe de Arafat era Zahwa Abu Saud. Ela veio de uma respeitada família de Jerusalém que pertencia à aristocracia palestina.  Seus pais se mudaram para o Cairo em 1927, depois de morar por um tempo na Faixa de Gaza e em Jerusalém. Em 1933, sua mãe morreu de doença renal.  Após sua morte, o pai se casou novamente, o que desagradou os filhos. Ele não queria ter alguns de seus filhos ao seu redor e enviou Fathi e Yasser Arafat para seu tio Salim Abu Suud, cuja família morava perto da Mesquita de Al-Aqsa. As outras crianças ficaram com o pai. A estadia na Cidade Velha de Jerusalém foi formativa para Arafat. Lá ele foi confrontado pela primeira vez com o conflito entre palestinos e sionistas. A enorme escalada culminou na revolta palestina contra o Mandato Britânico (1936-1939), que foi sangrentamente reprimida. A família de Arafat manteve um relacionamento próximo com Mohammed Amin al-Husseini em Jerusalém. Ele foi o representante do nacionalismo palestino e do movimento nacional durante o período do Mandato. Nos últimos dias de estudante de Arafat e em seus primeiros anos como ativista do Fatah, essa conexão desempenhou um papel importante. Depois que seu pai se casou novamente, Arafat voltou ao Cairo com seu irmão em 1937. O casamento de seu pai acabou depois de um curto período de tempo, e ele se casou novamente.

### Estudos e a Guerra
Em 1948, Arafat completou sua educação escolar com o Abitur egípcio. Ele não iniciou seus estudos até um ano depois, pois seu principal interesse era o desenvolvimento político. O plano de partilha das Nações Unidas em novembro de 1947 e o estabelecimento de um Estado judeu no solo histórico da Palestina em maio de 1948 encontraram grande rejeição por parte dos palestinos. Arafat também participou do contrabando de armas do Egito para a Palestina antes da eclosão final da Guerra da Palestina. Em 1948, ano da guerra, ele se juntou à Irmandade Muçulmana aos 19 anos. Eles lutaram no sul da Palestina pela independência e liberdade do país e contra Israel. A Irmandade Muçulmana foi o grupo mais ativo no movimento pró-palestino na década de 1930, o que a tornou o grupo político mais respeitado pelos jovens palestinos. Esta foi provavelmente a razão pela qual Arafat se juntou a eles. Com eles, ele chegou à Faixa de Gaza e teve uma experiência formativa para ele: depois que os exércitos árabes marcharam para Israel, um oficial egípcio exigiu que todas as armas dos combatentes fossem entregues. Quando perguntado, ele confirmou que esta tinha sido uma ordem da Liga Árabe. Todos os protestos foram ineficazes, e Arafat resumiu mais tarde: "Naquele momento, ficou claro para mim que havíamos sido traídos por esses regimes. Eu mesmo fui diretamente afetado por essa traição. (…) Eu nunca vou esquecer isso." Com base nessa experiência, Arafat chegou à conclusão de que os palestinos só poderiam se libertar e que os regimes árabes deveriam ser recebidos com grande desconfiança.
Em 1949, Arafat retornou ao Cairo e estudou engenharia na Universidade do Cairo (então Universidade Rei Fuad I). Mais tarde, ele descreveu seus estudos como "parte de uma marcha revolucionária predeterminada", pois era bom em matemática e sua força estava no cálculo, entre outras coisas. É por isso que a engenharia era a coisa "mais útil" que ele poderia estudar. No entanto, ele mostrou pouco interesse em estudar e só obteve um certificado de conclusão no primeiro ano. Ele teve que repetir seu segundo ano de estudo e foi reprovado em matemática duas vezes.  Arafat estava mais engajado politicamente. No início de seus estudos, ele se tornou ativo na União dos Estudantes Palestinos. Este grupo foi fundado por Abdelqader al-Husaini, que foi considerado um herói nacional palestino do período do Mandato. Ele era o pai de Faisal al-Husaini, o representante da OLP em Jerusalém depois de 1994. Abdelqader al-Husaini foi morto na Batalha de Castel (Operação Nachshon) em 1948. Arafat foi eleito presidente da associação em 1952 e assim permaneceu até sua formatura em 1956. No final de 1952, ele foi preso temporariamente após uma tentativa fracassada de assassinato do presidente egípcio Gamal Abdel Nasser. Durante seus dias de estudante, ele conheceu alguns de seus companheiros posteriores mais importantes e leais, incluindo Salah Khalaf e Khalil al-Wazir, que também estudaram na década de 1950. Uma experiência importante de seus dias de estudante foi sua aparição em uma conferência internacional de estudantes em Praga, onde ele supostamente se apresentou pela primeira vez com seu conhecido kefiya ("lenço palestino").

### Como presidente do Fatah e da OLP

#### O Fatah foi fundado e construído
Entre 1957 e 1958, Arafat deixou o Cairo para assumir seu cargo de engenheiro no Ministério de Obras Públicas do Kuwait. Aqui ele conheceu Khalil al-Wazir e Salah Khalaf. Arafat queria voltar a ser politicamente ativo o mais rápido possível, porque a modernização de Israel estava progredindo rapidamente. O país já estava comemorando seu décimo aniversário, enquanto os palestinos continuavam a viver em campos de refugiados. Também foi relatado que Israel estava planejando bombear água do sul de Israel e do Mar da Galiléia para o Negev para criar paisagens habitáveis. Para Arafat e seus companheiros de armas, esse foi o ponto de inflexão, pois temiam que milhões de novos imigrantes viessem. Um grupo palestino liderado por Arafat fundou o novo movimento "Fatah" ("Fatah - Movimento para a Libertação Nacional da Palestina") em 10 de outubro de 1959. O modelo foi a Frente de Libertação da Argélia.  O pequeno grupo primeiro estabeleceu a meta de alcançar o maior número possível de palestinos. Portanto, ela primeiro contatou trabalhadores palestinos convidados no Catar. Logo, o Fatah também se voltou para estudantes palestinos na Alemanha, Áustria e Espanha. Para encontrar uma maneira de publicar, Khalil al-Wazir e Arafat visitaram Beirute, considerada a capital da imprensa árabe, no início do outono de 1959. Lá eles encontraram Mohammed Amin al-Husseini e contaram a ele sobre o novo movimento do Kuwait. Husseinei aparentemente estabeleceu contato com Taufiq Hurie, um ativista da organização fundamentalista Ibad al Rahman ("Servo de Deus"), que tinha uma licença estatal para uma revista. Mais tarde, foi fundada a Filastinuna ("Nossa Palestina"), que apareceu pela primeira vez em outubro de 1959. O editor do Filastinuna era Khalil al-Wazir. Ao mesmo tempo, Arafat contribuiu com artigos.  Nos anos que se seguiram, o Fatah espalhou seu programa político por meio de Filastinuna.

#### Batalha de Karame
Depois que a resistência na Cisjordânia foi parcialmente esmagada, o Fatah reorganizou os guerrilheiros palestinos no Vale do Jordão. Jovens palestinos da Cisjordânia, dos campos de refugiados e da Europa vieram para a Jordânia para lutar contra a ocupação israelense. Militarmente, a maioria recebeu treinamento rudimentar no Egito, Síria ou Argélia, enquanto outros, como Hani al-Hassan, foram treinados mais intensamente na China. Israel, no entanto, não estava ocioso: depois que os militares israelenses foram capazes de suprimir facilmente a resistência, os guerrilheiros agora deveriam ser combatidos e as bases do Fatah destruídas. Um objetivo igualmente importante era eliminar Arafat.  No entanto, os militares jordanianos informaram os palestinos sobre um ataque israelense planejado em Karame. Karame era um campo de refugiados da Guerra dos Seis Dias, onde tanto o Fatah quanto a PLPF ("Frente Popular para a Libertação da Palestina"), fundada em 1967, tinham suas bases. Apesar do ataque iminente, Arafat não recuou. Em sua opinião, uma retirada significaria o fim da resistência palestina.  Ele queria enfrentar os soldados israelenses e implorou a suas tropas dizendo que "toda a nação árabe" estava olhando para eles. Além disso, eles queriam acabar com o mito do "exército invencível". A batalha foi um ponto de virada para Arafat e o Fatah, apesar das pesadas perdas, porque, de acordo com Amnon Kapeliuk, os palestinos infligiram uma "derrota simbólica" a Israel e o Fatah estava ciente de seu sucesso.

#### Guerra Civil Jordaniana
No final da década de 1960, as tensões entre a OLP e o governo jordaniano cresceram; As milícias palestinas (Fedayeen) estabeleceram de fato um estado no estado da Jordânia e controlavam posições estratégicas, como as refinarias de petróleo em Zarqa. A Jordânia viu essas circunstâncias como uma ameaça crescente à sua soberania e segurança e procurou desarmar as milícias palestinas. Em junho de 1970, após uma tentativa fracassada de assassinato palestino contra o rei jordaniano, eclodiram combates abertos, que terminaram com a fuga da OLP da Jordânia para o Líbano. Embora a Batalha de Karame tenha sido considerada a primeira vitória histórica da OLP, ela sofreu uma pesada derrota sob a liderança de Arafat em 1970 com o Setembro Negro. Ele teve que fugir primeiro para o Cairo, depois para o Líbano.

#### Discurso na Assembleia Geral
A aparição histórica de Arafat perante a Assembleia Geral da ONU em 13 de novembro de 1974 causou sensação, quando ele fez um discurso de uniforme, com o kufiya e um coldre de pistola amarrado, que foi recebido com simpatia por muitos delegados. No discurso, Arafat reivindicou o poder exclusivo sobre a Palestina para a OLP. Ele falou em querer criar um mundo sem colonialismo, imperialismo, neocolonialismo e sem "racismo em todas as suas formas, incluindo o sionismo". Nesse discurso, ele apresentou o sionismo como uma ideologia imperialista, colonialista e racista que – decididamente reacionária e discriminatória – deveria ser equiparada ao antissemitismo. Ele também repetiu um velho estereótipo antissemita de que o sionismo queria que os judeus não mostrassem lealdade às suas terras natais e se exaltassem acima de seus concidadãos. Ele negou à ONU o direito de dividir a pátria indivisível dos palestinos, rejeitando assim a decisão de partilha de 1947. Ele também afirmou que a Guerra da Palestina de 1948 foi iniciada por Israel e não pelos estados árabes.
A OLP recebeu o status de observador na ONU como representante político legítimo dos palestinos. O lenço palestino - drapeado como os contornos da Palestina - foi mais tarde uma de suas marcas registradas, assim como o coldre, sem o qual ele raramente se apresentava. Em 22 de novembro de 1974, a Assembleia Geral da ONU reconheceu o direito dos palestinos à autodeterminação, soberania e independência nacional na Resolução 3236.
Ele fez outro discurso importante em 13 de dezembro de 1988. Uma novidade aqui foi que a OLP reconheceu a resolução da ONU e mostrou disposição para fazer concessões. No entanto, Arafat queria que as ações violentas da OLP fossem entendidas como resistência legítima. Este discurso também reafirma a interpretação da Resolução 194 da Assembleia Geral da ONU de que garante o direito de retorno dos refugiados palestinos, estabelecendo assim uma doutrina que ainda hoje é verdadeira, pelo menos nos pronunciamentos oficiais da OLP. No discurso, Arafat não concedeu explicitamente aos judeus o direito à autodeterminação nacional e não aceitou explicitamente que Israel pudesse ser um Estado judeu.
Como consequência da campanha de Israel no Líbano contra a sede da OLP em Beirute em julho-agosto de 1982, Arafat teve que fugir para a Tunísia. Ele deixou Beirute ocupada por Israel com seus seguidores e montou um novo quartel-general da OLP no exílio em Túnis.

#### Revés na política externa e acidente de avião
Em 2 de agosto de 1990, o Iraque sob Saddam Hussein invadiu o Kuwait e ocupou o emirado. O Iraque acusou o Kuwait de bombear uma quantidade excessiva de petróleo dos campos de petróleo de Rumailah e negou a reivindicação do Kuwait de soberania sobre as ilhas de Bubiyan e Warba na área de fronteira dos dois estados. Arafat não queria perder o apoio do mundo árabe durante esse período e tentou mediar. Ele não apoiou a ocupação, mas também não a condenou. Ele pediu uma "solução árabe" para evitar uma intervenção dos Estados Unidos, que ele temia. Portanto, ele decidiu apoiar o Iraque e não o Kuwait, mas admitiu em conversas privadas que a ocupação do Kuwait foi um erro. De acordo com Ibrahim Abu-Lughod, Arafat teria dito: "O erro de uma raposa astuta é mil vezes pior do que qualquer outro". Nas primeiras três semanas após a invasão, Arafat manteve três conversas com Hussein e duas com Hosni Mubarak no Cairo. Antes de Hussein oficializar a anexação do Kuwait, Arafat sugeriu que ele se retirasse do emirado e mantivesse os campos de petróleo ocupados para que pudesse negociá-los. De acordo com Arafat, Hussein inicialmente aceitou a proposta, mas depois a rejeitou. Em 10 de agosto, houve uma cúpula de chefes de Estado árabes no Cairo para discutir a crise do Kuwait. Arafat conseguiu persuadir Hussein a participar e propôs uma comissão composta por Mubarak, Hussein, os presidentes da Argélia e do Iêmen, que então chegariam a um acordo. Hussein concordou, mas Mubarak deu meia-volta e implorou pela condenação do Iraque. A razão para o partidarismo de Arafat foi que Hussein sempre apoiou as políticas de Arafat. O apoio de Arafat foi mais longe: em setembro, ele anunciou que a OLP estava apoiando o Iraque e, em dezembro, justificou a invasão.  O apoio ao Iraque teve consequências enormes para Arafat e a OLP: mesmo antes da eclosão da Guerra do Golfo, a OLP havia perdido US $ 10 bilhões em receita, forçando-o a cortar custos operacionais e salários de funcionários. Então, em agosto de 1990, os países árabes interromperam seus pagamentos mensais de US $ 43 milhões à OLP. As contas bancárias dos palestinos no Kuwait foram congeladas e os pagamentos de salários suspensos. Como resultado, a OLP se viu em isolamento internacional.
Depois de uma conversa com o chefe de Estado sudanês Umar al-Bashir e uma visita a uma unidade militar palestina estacionada, Arafat queria deixar o Sudão em 7 de abril de 1992 em um Antonov An-26.  Além dele, havia dois guarda-costas e vários funcionários no avião. No sudeste da Líbia, no aeroporto de Kufra, uma escala deveria ser feita para reabastecer. No entanto, a visibilidade extremamente baixa e as tempestades de areia não permitiram isso. No voo seguinte para Al-Sarah, o avião caiu e só foi encontrado quinze horas depois. Os pilotos e técnicos morreram no acidente, enquanto Arafat foi jogado vários metros na areia e sofreu apenas ferimentos.

#### O processo
Em 13 de setembro de 1993, a assinatura da Declaração de Princípios sobre o Autogoverno Temporário (Palestino) entre o Estado de Israel e a OLP em Washington resultou em um aperto de mão histórico entre Arafat e o primeiro-ministro israelense Yitzhak Rabin. O ganhador do Prêmio Nobel da Paz, Rabin, mais tarde pagou por essa concessão no conflito israelense-palestino com sua vida em um ataque terrorista de um ultranacionalista judeu. Após 27 anos de exílio, Arafat retornou à Palestina em 1º de julho de 1994 como resultado do acordo de autonomia e formou um governo autônomo em Gaza, a Autoridade Palestina.
Em dezembro de 1994, Arafat recebeu o Prêmio Nobel da Paz junto com Shimon Peres e Yitzhak Rabin. Durante a semana de luto por Yitzhak Rabin após seu assassinato em novembro de 1995, Arafat visitou Leah Rabin e sua família em seu apartamento em Tel Aviv para expressar suas condolências. Foi a primeira vez que ele pisou em solo israelense. Por razões de segurança, ele não pôde comparecer às cerimônias fúnebres. Ele descreveu o quanto estava consternado com o assassinato e como estava desesperado por ter perdido seu parceiro no processo de paz. Em 2000, Arafat negociou com o primeiro-ministro israelense Ehud Barak e o presidente dos EUA Clinton em Camp David sobre a criação de um Estado palestino. No entanto, as negociações fracassaram. O presidente cessante Clinton e Barak, que foi substituído pouco depois por seu oponente político Ariel Sharon em uma eleição geral, culparam Arafat sozinho pelo fracasso dessas negociações. Arafat, por outro lado, culpou Barak e Clinton pelo fracasso.

#### Segunda Intifada e declínio
Arafat foi acusado de duplicidade: enquanto fazia campanha internacional pela paz e diplomacia, diz-se que ele incitou o sentimento anti-Israel em Gaza com discursos antissemitas. Ele também foi acusado de contrabandear armas para paramilitares e terroristas (caso Karine A), bem como de abusar das forças de segurança da Autoridade Palestina para ataques a Israel. De acordo com relatos da mídia, organizações terroristas como as Brigadas dos Mártires de al-Aqsa receberam indiretamente fundos da UE por meio da Autoridade Palestina. Vários fatores são considerados as causas da intifada: a visita provocativa de Ariel Sharon ao Monte do Templo em 28 de setembro de 2000; a insatisfação dos palestinianos com o processo de paz de Oslo e as negociações de Camp David em 2000; os esforços dos palestinos para melhorar sua posição de negociação pela força; finalmente, o rearmamento acelerado de ambas as partes do conflito antes da guerra.  Arafat apoiou o levante, que o prejudicou acima de tudo na política externa.
Em resposta à Segunda Intifada, Israel ocupou repetidamente partes dos territórios palestinos autônomos. O governo israelense também culpou o próprio Arafat por ataques violentos. A partir de 2001, Arafat, que vive em Ramallah, foi colocado em prisão domiciliar por Israel várias vezes. Seus helicópteros foram destruídos em dezembro de 2001, tornando-o incapaz de viajar entre Gaza e Ramallah. Como parte da Operação Escudo de 29 de março de 2002 a 3 de maio de 2002, o exército israelense destruiu parte do quartel-general de Arafat, o Muqāta'a. Em 11 de setembro de 2003, o governo israelense decidiu expulsar Arafat. Ele seria levado para o exílio no norte da África de helicóptero. Após a decisão de expulsão, dezenas de milhares de palestinos foram às ruas em protesto. Arafat apelou à população para resistir à decisão. Ele "preferia morrer a se render". Em 16 de setembro de 2003, os Estados Unidos vetaram Conselho de Segurança da ONU contra a expulsão de Arafat. A Alemanha se absteve.

#### Corrupção
Em maio de 2002, o BND declarou que o uso de fundos da UE para o terrorismo "não pode ser descartado", uma vez que Arafat aparentemente não distingue entre a estrutura do regime de autonomia e seu movimento Fatah. O relatório continua a falar de "má gestão conhecida" e "corrupção generalizada" (número do arquivo 39C-04/2/02). Naquela época, os EUA e Israel já haviam pedido à União Europeia em Bruxelas várias vezes que revisasse mais de perto o uso de subsídios para a Autoridade Palestina. Bruxelas explicou que o Fundo Monetário Internacional garante a transparência e o controle dos subsídios. No entanto, em 2003, o FMI apresentou um relatório sobre "Desempenho Econômico e Reforma em Condições de Conflito", que mostrou que, entre 1995 e 2000, mais de US$ 900 milhões em financiamento para a Autoridade Palestina "desapareceram". Apenas Arafat e "confidentes próximos" foram autorizados a dar instruções para o uso do dinheiro. De acordo com o relatório, Arafat sozinho controlava 8% do orçamento palestino total até sua morte.

### Família
Arafat era casado com Suha at-Tawil desde 17 de julho de 1990, com quem teve uma filha, Zahwa (nascida em 24 de julho de 1995 em Neuilly-sur-Seine). Desde o início da segunda intifada, ou seja, a partir de 2001, sua esposa e filha viveram em Paris e Túnis. Em 2007, Suha mudou-se para Malta. Seu sobrinho Musa Arafat era chefe do serviço de inteligência militar palestino, seu irmão Fathi Arafat um médico.

## Morte
A saúde de Yasser Arafat deteriorou-se agudamente na noite de 28 de outubro de 2004. Ele não comia há mais de uma semana por causa de uma inflamação do trato digestivo. O governo israelense suspendeu a proibição de viagens devido à sua doença grave e garantiu seu retorno à Cisjordânia. No dia seguinte, Arafat foi levado de avião para Paris e levado para tratamento no hospital militar de Percy, que também possui departamentos especiais para o tratamento de vítimas de queimaduras e pacientes contaminados radioativamente.
Em 4 de novembro, sua condição se deteriorou novamente; um "coma profundo" foi relatado. Em 10 de novembro, seus rins e fígado falharam. O desligamento dos dispositivos de suporte à vida foi rejeitado por motivos religiosos. Como resultado do dano hepático e do distúrbio resultante na síntese dos fatores de coagulação do sangue, ocorreu uma hemorragia cerebral. Em 11 de novembro de 2004, às 3h30 (CET), Yasser Arafat morreu.
Depois de se despedir com honras militares, o corpo de Arafat foi levado para o Cairo em um avião militar francês acompanhado por sua viúva. O funeral central ocorreu em 12 de novembro no Aeroporto Internacional do Cairo, para o qual foram convidados políticos de alto escalão de todo o mundo. Após a cerimônia militar no Cairo, o caixão foi levado para Ramallah, onde a cerimônia fúnebre ocorreu no início da tarde. O pedido de Arafat para ser enterrado em Jerusalém Oriental, no Monte do Templo, no terreno da Mesquita de Al-Aqsa, não foi atendido pelo governo israelense. O ministro da Justiça israelense, Yosef Lapid, comentou sobre isso com as palavras: "Reis judeus estão enterrados em Jerusalém, não terroristas árabes".  Arafat foi enterrado em um caixão de pedra no terreno de sua antiga residência oficial em Ramallah com grande simpatia da população palestina. Seu caixão foi cercado por terra do Monte do Templo de Jerusalém.

Em 10 de novembro de 2016, um "Museu Arafat" foi inaugurado em Ramallah, próximo ao Mausoléu de Arafat. Custou US$ 7 milhões e foi financiado pelas autoridades palestinas na Cisjordânia. Em exibição estão seus óculos, seu revólver, "seu característico cocar Keffiyeh xadrez em preto e branco", seu passaporte, sua medalha do Prêmio Nobel da Paz (agora em posse do Hamas) e outras recordações.  De acordo com Joshua Mitnick, do Los Angeles Times, uma visão palestina acrítica das coisas é transmitida, por exemplo, no retrato do massacre nos Jogos Olímpicos de 1972 em Munique ("Resposta ao ataque das forças de segurança israelenses e alemãs"). O nascimento de Arafat será transferido do Cairo para uma vila palestina perto da Cidade Velha de Jerusalém, de acordo com lendas palestinas. Referências à sua esposa Suha at-Tawil seriam evitadas, e as muitas alegações de corrupção e nepotismo seriam completamente ignoradas.